# Jankovská Lhota
Jankovská Lhota (Duits: Jankaulhota) is een Tsjechische plaats in de gemeente Jankov, regio Midden-Bohemen, en maakt deel uit van het district Benešov. Het dorp ligt op ongeveer 1 kilometer afstand van Jankov en op ongeveer 16 kilometer afstand van de stad Benešov.
Jankovská Lhota telt 52 inwoners (2021).

## Geschiedenis
De eerste schriftelijke vermelding van het dorp dateert van 1408.
In 1960 werd Jankovská Lhota, samen met Jankov, ingedeeld bij het district Benešov.

## Verkeer en vervoer

### Autowegen
Er leidt een regionale weg naar het dorp.

### Spoorlijnen
Er is geen station in Jankovská Lhota. Het dichtstbijzijnde station is in Votice, op zo'n tien kilometer afstand.

### Buslijnen
Er is één bushalte in het dorp:
| Halte                   | Lijn | Traject          | Vervoerder   |
| ----------------------- | ---- | ---------------- | ------------ |
| Jankov, Jankovská Lhota | 553  | Jankov - Benešov | CŠAD Benešov |

## Bezienswaardigheden
- Dorpskapel

## Galerij

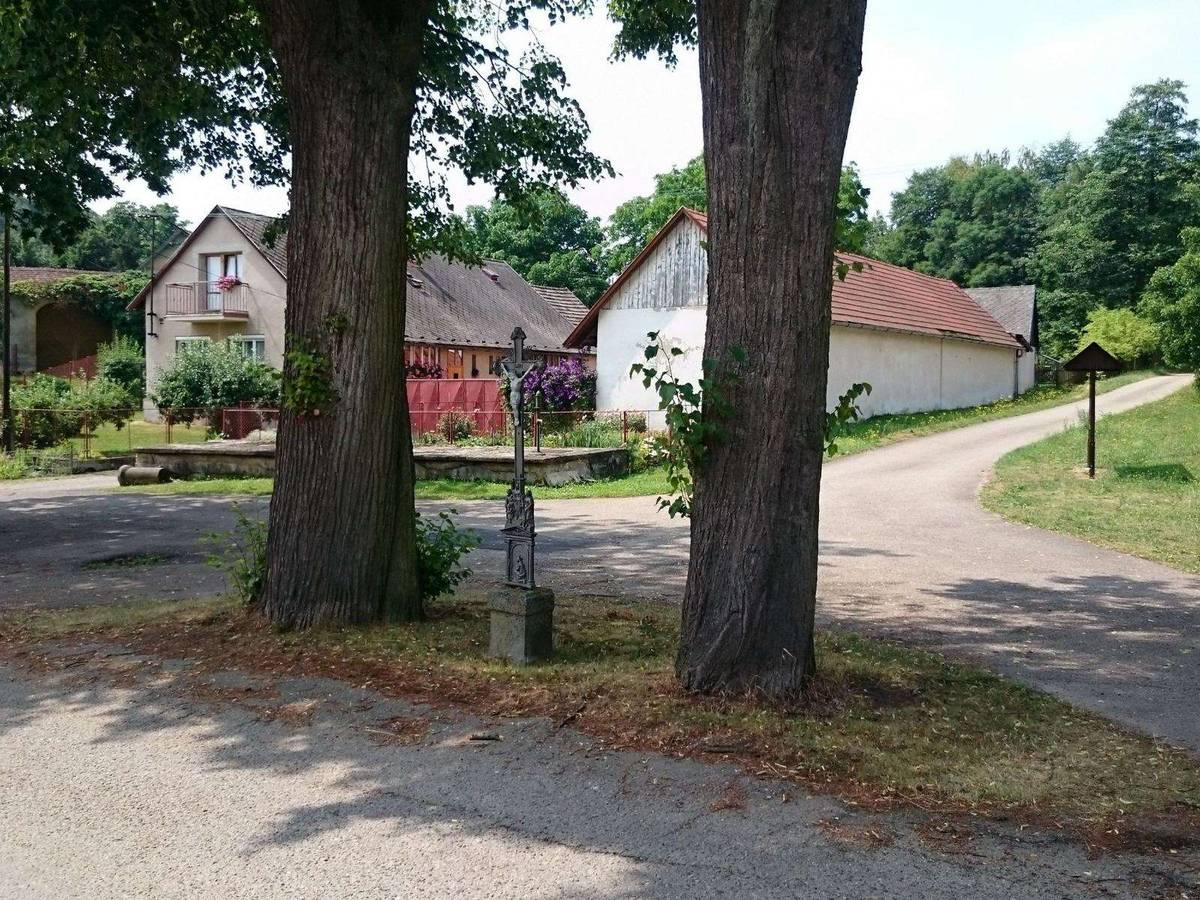
Wegkruis (2021)
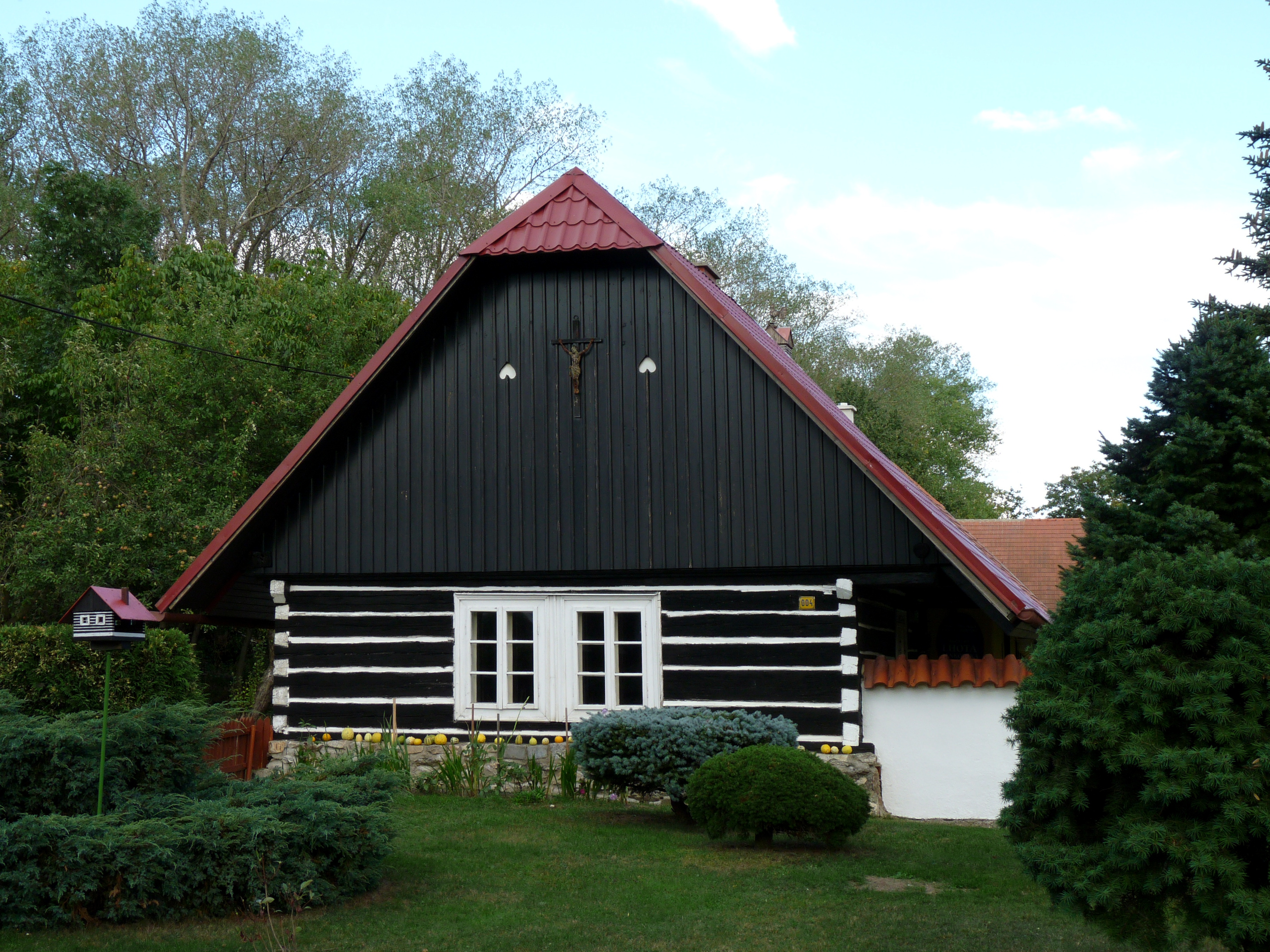
Huis in het dorp (2015)
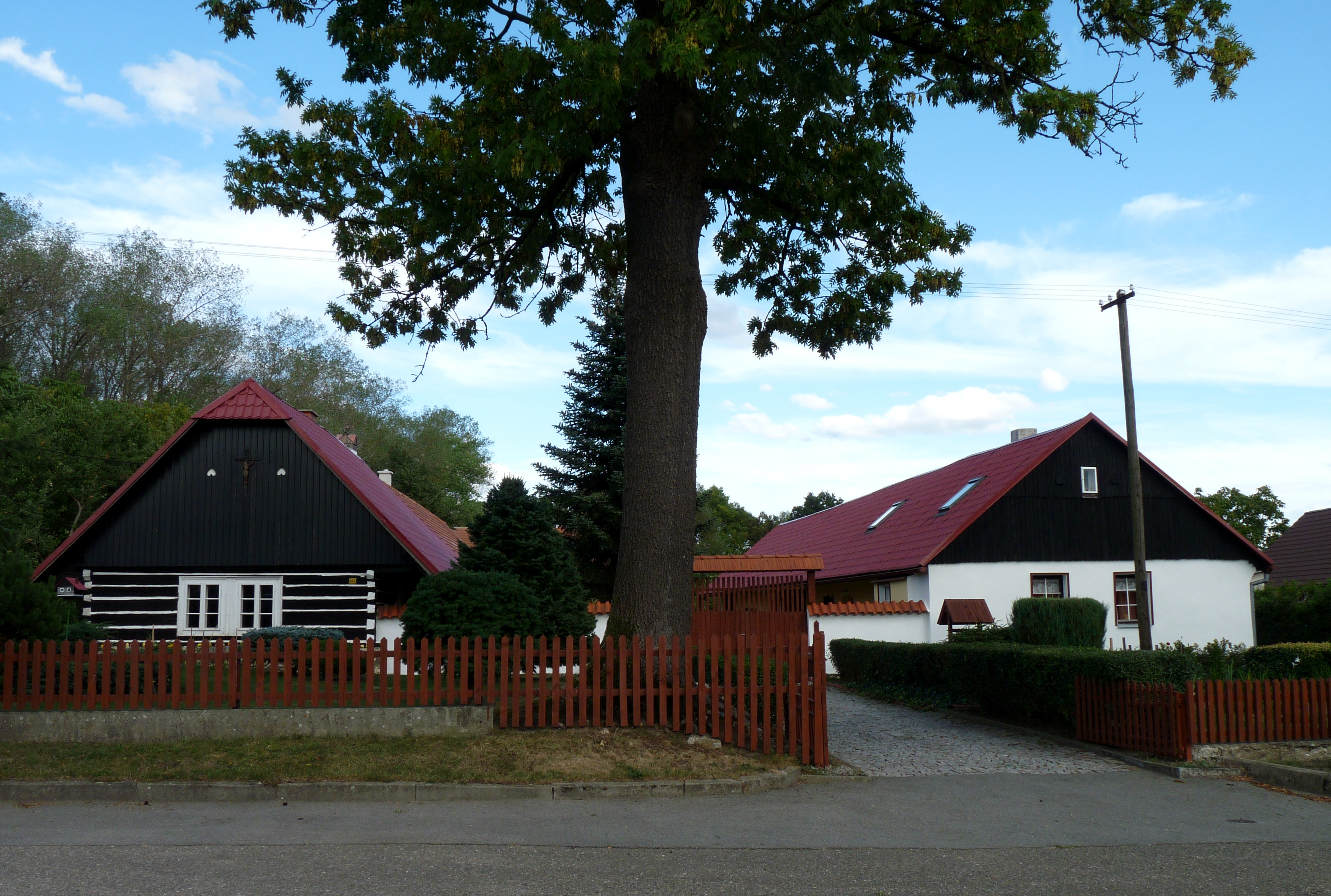
Huizen in het dorp (2015)